# 莫里斯·迪吕弗莱
莫里斯·迪吕弗莱（法語：Maurice Duruflé，1902年1月11日—1986年6月16日），法国作曲家，管风琴家。在巴黎师从图内米尔，成为出色的管风琴演奏者。1943年在巴黎音乐学院任和声学教授。1975年遭遇车祸，放弃演出，1986年逝世。迪吕弗莱严于律己，他的公开作品很少，写法也比较保守，但品質很高，具有庄严肃穆的特色，体现了他作为一名天主教徒的虔诚。另外，迪吕弗莱的妻子玛丽-玛德莱娜也是一位出色的管风琴家。

## 生平
迪吕弗莱出生于法国厄尔省的卢维埃，他在圣诗学院读书期间加入了学校的唱诗班，在那里他跟随Jules Haelling学习管风琴和钢琴。17岁时移居巴黎后他接受了夏尔·图内米尔的私人授课（主要是管风琴课程），并于圣克洛蒂尔德教堂担任图内米尔的助手直到1927年。1920年迪吕弗莱进入巴黎音乐大学学习管风琴，和声学，钢琴伴奏和作曲，毕业时取得了以上科目的一等奖学金。期间他的和声学教授是Jean Gallon。
1927年，路易·维尔纳提名迪吕弗莱为他在巴黎圣母院的助手。迪吕弗莱于1929年成为了巴黎圣埃蒂安杜山教堂的挂名管风琴师，直到去世前他一直担任此职。1936年，他获得了布鲁门萨尔奖。1939年，他在弗朗西斯·普朗克的管风琴音乐会上举行了他个人的首次公开演出，普朗克本人为他进行了管风琴的定音工作。1943年，他成为了巴黎音乐学院的和声学教授，他在这里工作直到1970年。
1947年迪吕弗莱完成了可能是他少数公开作品之中最出名的作品《安魂曲》 （页面存档备份，存于），这部作品迪吕弗莱于1941年就已在维希傀儡政权的资助下开始了谱写工作。1947同年，玛丽-玛德莱纳成为了他在圣埃蒂安杜山教堂的助手，两人于1953年9月15日结婚（迪吕弗莱的第一任妻子是Luccette Bousquet，1932年结婚，1947年离婚并在1953年6月23日由教廷公开宣布）。迪吕弗莱夫妇作为一对颇具盛名且广受欢迎的管风琴搭档，在六十年代到七十年代初进行了数次巡回演出。

## 逝世
迪吕弗莱在1975年5月29日的一次车祸中受了重伤并因此放弃了公开表演，在此之后他的活动范围始终局限于他的公寓中，他在圣埃蒂安杜山教堂的管风琴师职务由妻子玛丽-玛德莱纳接任（玛丽本人也在车祸中受伤）。1986年迪吕弗莱逝世于鲁弗申（巴黎近郊），享年84岁。

## 其他
迪吕弗莱对他本人写就的乐曲极为严格，他仅仅出版了他的很少一部分作品并持续不断的对已出版作品进行编辑和修改，他在音乐创作特别是管风琴音乐创作方面的完美主义倾向赋予他的公开作品以非常高的质量。